# Naohide Hiratsuka
Naohidé Hiratsuka (平塚 直秀, Hiratsuka Naohide) est un botaniste, mycologue et phytopathologiste japonais, né le 28 août 1903 à Kuriyama-cho, Yubari-gun, près de Sapporo (Hokkaidō) et mort le 24 juillet 2000.
Il commence sa formation au département de biologie agricole de l'Université impériale de Hokkaidō en 1923, obtient sa licence en 1926, puis entre au cours d'études supérieures dans la même université la même année (domaine principal : mycologie) et y a été nommé professeur en 1928-1929. Il obtient le doctorat en agriculture de l'Université impériale de Hokkaido en 1936, puis un doctorat ès sciences de l'université de Hiroshima en 1954 . 
- Nommé professeur de botanique et de phytopathologie au collège d'agriculture de Tottori, de 1929 à 1946.
- Les années suivantes, il occupe le poste de professeur de mycologie et de botanique au Collège d'Enseignement Agricole de Tōkyō de 1946 à 1949;
- Professeur de mycologie et phytopathologie à la Faculté d'agriculture, Université d'éducation de Tokyo, 1949-1967, et
- professeur de phytopathologie à l'Université nationale de Yokohama (1952-1954).

En 1967, le Dr Hiratsuka retourne à Tottori en qualité de directeur du Tottori Mycological Institute. Au cours de cette période (1967-1994), il a également été professeur invité dans plusieurs universités chinoises, comme l'Université agricole (en) du Yunnan (1981); Conseiller scientifique à l'Institut de microbiologie, à l'Academia Sinica, Pékin (1981) et professeur émérite au Shihezi Agricultural College, Xinjiang (1986). 
Le Dr Hiratsuka a acquis une large notoriété avec ses études en biologie de la rouille qui lui valent le prix de la Phytopathological Society of Japan (日本植物病理学会) en 1958 et celui de la Japan Academy en 1962.  
Devenu membre de l'Académie des Sciences du Japon (1973-2000 ), il est nommé président de la section II de l'Académie en 1993. Membre honoraire de la Société phytopathologique du Japon, de la Société mycologique du Japon (日本菌学会), de la Botanical Society of Japan (日本植物学会), de la Japa Society for Biosciences, de la biotechnologie et de l'agrochimie, de la British Mycological Society, Société mycologique de Corée, Mycological Society of America et Societas Phytogeographica (Kyoto). 
Les autres sociétés dont il était membre actif comprennent la Société mycologique de France, la Société de génétique du Japon, la Société japonaise de foresterie, la Société écologique du Japon, la Société japonaise de mycologie médicale, la Société de recherche des agents antibactériens et antifongiques (Japon), la Japan Society for Culture Collections, la Japan Society of Plant Taxonomists et la Society for Actinomycetology (Japon). 
Il a été président de la Société phytopathologique du Japon (1962-63) et de la Société mycologique du Japon (1962-1968). 
Beaucoup garderont le souvenir de sa présidence du 3e Congrès mycologique international de Tokyo (1983), et de la fameuse conférence : « Passé, présent et futur de la taxinomie de la rouille » qu'il donna après la cérémonie d'ouverture. 
Le père de Naohidé, Naoharu Hiratsuka, avait lui aussi étudié la rouille du lin (Melampsora lini) et publié plusieurs articles de revues sur les rouilles, le premier en 1898. Mais il a rapidement intégré une entreprise textile de lin et n'a pas poursuivi d'études phytopathologiques. C'est sans doute l'urédinologie paternelle qui a suscité la vocation du jeune Dr Hiratsuka pour les rouilles; ses premiers articles publiés (1926) portaient déjà sur les genres Melarnpsoridium et Melampsora. 
Par la suite, le Dr Hiratsuka publiera plus de 400 articles et livres sur les Pucciniales au cours de 65 années très actives. Ses intérêts pour les rouilles allaient de la taxinomie, la morphologie et les cycles de vie à la biogéographie et à la résistance de l'hôte. Ses études taxinomiques comprennent de nombreuses monographies de traitement de taxons de rouille, y compris les genres Melampsoridium, Melampsora, Puccinia spp. Sur plusieurs groupes d'hôtes, Uromyces et Harnaspora et la famille Melampsoraceae. 
Deux monographies remarquables détonent : "Une monographie des Pucciniastreae" (1936) et "Révision de la taxonomie de Puccinia streae "(1958). La publication principale dans ce domaine était "La flore des rouilles du Japon" (1992), publiée par 10 co-auteurs (principalement des étudiants du Dr Hiratsuka). Les intérêts du Dr Hiratsuka se sont également étendus aux aspects appliqués de l'urédinologie, et bon nombre de ses études ont fourni les bases nécessaires aux agriculteurs pour combattre les rouilles des cultures au Japon et en Asie.
Ses expériences d'inoculation pour détecter des hôtes alternants dans le cas d'espèces hétéroïques (ou hétéroxènes) ont été résumées dans un article en 1983 (Rept. Tottori Mycol. Inst. No. 22, avec S. Sato et  M. Kakishima). Il a également exploré la zone de résistance et de sensibilité des graminées sauvages et cultivées aux rouilles céréalières. Ces études ont conduit à la publication de "Uredinological Studies" (1955), un livre résumant ses recherches sur cet aspect et d'autres aspects de la biologie de la rouille. Différents prix de recherche, décernés par la Phytopathological Society of Japan (1958) et le Japan Academy Prize (1962), ont récompensé ce livre et d'autres publications sur les rouilles.
Hiratsuka a été reconnu comme la principale autorité en matière de taxinomie et de biologie des champignons de la rouille d'Asie de l'Est. Ses nombreux traitements monographiques et régionaux, ainsi que ses discussions sur l'importance de la morphologie des spores dans la classification, la résistance de l'hôte, l'hétéroécisme et la biologie générale de la rouille, étaient exceptionnels. Il a nommé plus de 250 espèces dans 31 genres de rouille différents;
Ses études monographiques couvrent tout l'archipel du Japon, Taïwan, la Corée et certaines parties de la Chine continentale. Des prix décernés par des sociétés au Japon attestent de sa réputation de mycologue et de phytopathologiste dans ce pays; cinq genres et 15 espèces de rouilles et autres champignons ont été nommés en son honneur par des mycologues et des phytopathologistes au Japon et ailleurs. 
Eiji Nagasawa atteste des capacités exceptionnelles en tant qu'enseignant et scientifique. Le Dr Hiratsuka était un administrateur et directeur compétent du Tottori Mycological Institute (1967-94). Auquel se joint et Robert J. Bandoni, pour saluer la personne aimable et sociable qui accueillait les visiteurs de l'institut avec cordialité et enthousiasme. On se souvient de son dévouement à l'étude de la mycologie et de la phytopathologie, la haute qualité de son travail et la fécondité de ses publications sur les champignons de la rouille. Pour ceux qui ont eu la chance de l'avoir connu personnellement, sa personnalité engageante, son sens de l'humour saillant et son énergie intarissable resteront dans les mémoires.

## Principales publications
Togashi, K.; Hiratsuka, N. (1924). Parasitic fungi collected in the Noohappu peninsula, Hokkaido. Journ. Sapporo Agr. and Forestry Soc. 16 (68): 73-81. 
Hiratsuka, N. (1926). On the abnormal teleutospore-form of Melampsora (Studies on Melampsoraceae of Japan. II). Journ. Soc. Agric. and Forestry Sapporo 18 (81): 70-74. 
Hiratsuka, N. (1927). On relationship of Pucciniastrum and Uredinopsis (Studies on Melampsoraceae of Japan III). Journ. Soc. Agric. and Forestry Sapporo 18 (81): 75-86. 
Hiratsuka, N. (1927). Japanese species of Melampsora parasitic on Larix (Studies on the Melampsoraceae of Japan IV). Journ. Soc. Agric. and Forestry 19 (84): 180-195.
Hiratsuka, N.; Homma, Y. (1927). List of the parasitic fungi collected in Horomui moor-land, Hokkaido. Journ. Soc. Agric. and Forestry 19 (85): 178-182. 
Hiratsuka, N. (1927). Some germination experiments with the teleutospores of several species of Melampsoraceae (Studies on the Melampsoraceae of the Japan IV). Journ. Soc. Agric. and Forest Sapporo 19 (85): 183-191. 
Hiratsuka, N. (1927). Japanese species of the Pucciniastreae parasitic on the Japanese Ericaceae (Studies on the Melampsoraceae of Japan V). Journ. Soc. Agric. and Forestry Sapporo 85: 157-177. 
bulletin (article) HIRATSUKA, Naohide. 1927, Studies on the Melampsoraceae of Japan -Journal of the Faculty of Agriculture, Hokkaido Imperial University北海道帝國大學農學部紀要 17-Aug-1927 https://eprints.lib.hokudai.ac.jp/dspace/handle/2115/12308
Hiratsuka, N. (1927). On two species of Coleosporium on the Japanese Compositae. Transactions of the Sapporo Natural History Society 9 (2): 217-224. 
Hiratsuka, N. (1927). A list of Uredinales collected in the vicinity of Lake Akan, Hokkaido. Transactions of the Sapporo Natural History Society 9 (2): 225-237.
Hiratsuka, N. (1927). A contribution to the knowledge of the Melampsoraceae of Hokkaido. Japanese Journ. Bot. 3: 289-322. 
Hiratsuka, N. (1927). Thekopsora parasitic on the Japanese species of Prunus (Studies on the Melampsoraceae of Japan VII). Journ. Soc. Agric. and Forestry 19 (85): 192-198. 
Ito, S.; Hiratsuka, N. (1927). Uredinales collected in the Hakkoda mountain range, prov. Mutsu, Honshu. Transactions of the Sapporo Natural History Society 9 (2): 259-273. 
Hiratsuka, N. (1927). Studies on the Melampsoraceae of Japan. Journal of the Faculty Agric. Hokkaido Imp., Univ.Sapporo 21 (1): 1-41, 2 figs. 
Hiratsuka, N. (1927). Beiträge zu einer Monographie der Gattung Pucciniastrum Otth. Journal of the Faculty of Agric. Hokkaido Imp. Univ. 21 (3): 63-119, tab. 1. 
Hiratsuka, N. (1928). A provisional list of the Melampsoraceae of Saghalien. Botanical Magazine, Tokyo 42: 26-32. 
Hiratsuka, N. (1928). Additional notes on the Melampsoraceae of Hokkaido. Botanical Magazine, Tokyo 42: 503-504. 
Hiratsuka, N. (1928). Notes on the Melampsoraceae collected in the Kuriles. Journ. Soc. Agric. Forest. Sapporo 19: 564 bis 568. 
Hiratsuka, N. (1928). Studies on the flax rust. Transactions of the Sapporo Natural History Society 10 (1): 1-27. 
Hiratsuka, N. (1929). Additional notes on the Melampsoraceae of Saghalien. Transactions of the Sapporo Natural History Society 10: 119-121. 
Hiratsuka, N. (1929). Thekopsora of Japan. Botanical Magazine, Tokyo 43: 12-22. 
Hiratsuka, N. (1929). Pucciniastrum of Japan. Notes on the Melampsoraceae of Japan. II. Botanical Magazine, Tokyo 43: 446 bis 458. 
Hiratsuka, N. (1929). The Melampsoraceae found in the tundra-regions in the neighbourhood of Sisuka, Saghalien. Journ. Agric. and Dendrol. Soc. Sapporo 21: 59-63. 
Hiratsuka, N. (1929). Chrysomyxa of Japan (Notes on the Melampsoraceae of Japan II). Botanical Magazine, Tokyo 43: 466-478. 
Hiratsuka, N. (1930). Notes on the Melampsoraceae of Japan III. Pucciniastrum of Japan. Botanical Magazine, Tokyo 44: 26t bis 284. 
Yoshinaga, T.; Hiratsuka, N. (1930). A list of Uredinales collected in the province of Tosa. Botanical Magazine, Tokyo 44: 627-667. 
Hiratsuka, N. (1930). Pucciniastrum of Japan (Notes on the Melampsoraceae of Japan III). Botanical Magazine, Tokyo 46: 261-281. 
Hiratsuka, N. (1930). On the mutual relation and phylogeny of the species belonging to the subfamily Pucciniastreae. Journ. Sapporo Agric. Dendrol. Soc. 99: 21-39. 
Hiratsuka, N. (1930). Erster Beitrag zur Uredineen-Flora von Südsachalin, (en allemand)  Mem. of the Tottori Agric. College 1: 63-98. 
Hiratsuka, N. (1930). On some Japanese species of the Melampsoraceae. I. Transactions of the Tottori Soc. Agric. Sci. 2: 61-63. 
Hiratsuka, N. (1930). Über einige interessante oder für Japan neue Rostpilze. Annales Mycologici 28 (3-4): 278-280. 
Hiratsuka, N. and Hashioka, Y. 1934. Uredinales collected in Formosa II. Bot. Mag.48: 233–240.
Hiratsuka, Naohide & Yoshinaga, Toruma. (1935). A contribution to the knowledge of the rust-flora in the alpine regions of high mountains in Japan. Edit. Tottori Kōtō Nōgyō Gakkō.
Hiratsuka, N. (1936). A monograph of the Pucciniastraceae. Mem. Tottori Agr. Coll. 4: 1-374. 
Hiratsuka, N. (1942). Notes on Uredinales collected in south China. Journal of Japanese Botany 18: 563-572. 
Hiratsuka, N. 1943. Uredinales of Formosa. Contributions to the rust-flora of Eastern Asia, IV. Mem. Tottori Agr. Coll.7: 1–90.
Hiratsuka, N. (1951). Notes on species of the rust fungi collected in the vicinities of Lake Oze and Oze-ga-hara, Nikko National Park. Journal of Japanese Botany 26: 71-77. 
Hiratsuka, N. (1951). Notes on species of the rust fungi collectedin the vicinities of Lake Oze and Oze-ga-hara, Nikko National Park. Journal of Japanese Botany 26: 111-114. 
Hiratsuka, N.; Sato, S. (1951). Inoculation experiments with heteroecious species of the Japanese rust fungi. IV. Botanical Magazine Tokyo 64: 219-222. 
Hiratsuka, N. (1952). Materials for a rust-flora of eastern Asia. Journal of Japanese Botany 27: 111-116. 
Hiratsuka, N. (1952). On the white rust of peach. Journal of Japanese Botany 27: 229-238. 
Hiratsuka, Naohide & Shimabukuro, Shun-ichi. 1954. Uredinales of the Ryukyu Islands. Contributions to the rust-flora of Eastern Asia, 8. 琉球大学農学部学術報告 = Science bulletin of the Faculty of Agriculture, University of the Ryukyus (1): 1-56 http://ir.lib.u-ryukyu.ac.jp/bitstream/20.500.12000/21512/1/No2p004.pdf
Hiratsuka, N.; Shimabukuro, S. (1954). Uredinales of the Rynkyn Islands. Contributions to the rust-flora of eastern Asia. VIII. Sci. Bull. Fac. Agric. Univ. Rynkyns 1: 1-56, 1 map, 2 pls. 
平塚直秀, 1903- 平塚直秀著. ; Naohide Hiratsuka. 1955.  Shokubutsu shūkingaku kenkyū. 笠井出版社, Tōkyō, Kasai Shuppansha.
Hiratsuka, N.; Sato, S. (1956). Inoculation experiments with heteroecious species of Japanese rust fungi. 5. Journal of Japanese Botany 31 (1): 29-32. 
Hiratsuka, Naohide ; Kihara Seibutsugaku Kenkyūjo. 1957. Susceptibility of varieties of Aegilops squarrosa to Black Rust (Puccinia graminis f. sp. tritici) and Brown Rust (P. triticina). [Japan] : Kihara Institute for Biological Research.
Hiratsuka, N. (1957). Three species of Chrysanthemum rust in Japan and its neighbouring districts. Beihefte zur Sydowia 1: 33-44. 
Hiratsuka, Naohide. 1958, Revision of taxonomy of the Pucciniastreae : with special references to species of the Japanese Archipelago. Editeur : [s.n.]. Tokyo https://bibliotheques.mnhn.fr/medias/detailstatic.aspx?INSTANCE=EXPLOITATION&RSC_BASE=HORIZON&RSC_DOCID=464003
Hiratsuka, N. (1962). Rust research in Japan. Annals of the Phytopathological Society of Japan 27 (3): 95-98. 
Hiratsuka, N.; Sato, S. (1962). Notes on Uredinales found in Mount Fuji and its vicinities, Fuji-Hakone National Park. Transactions of the Mycological Society of Japan 3 (1-6): 56-57. 
Hiratsuka, N.; Sugimoto, K. (1962). A provisional list of rust fungi collected in Mt Sateyama, Chubu-sangaku National Park. Transactions of the Mycological Society of Japan 3 (1-6): 58-60. 
Hiratsuka, N.; Uchida, S. (1962). On new host plants of Puccinia kusanoi. Transactions of the Mycological Society of Japan 3 (1-6): 55. 
Hiratsuka, N. (1963). Dr Seita ITO (1883-1962). Mycopathologia et Mycologia Applicata 20 (1-2): 174. 
Hiratsuka, N. (1965). Additions and corrections to “A provisional list of Uredinales of Japan proper and the Ryukyu Islands”, 1960. I. Transactions of the Mycological Society of Japan 6 (2): 47-51.
Kobayasi, Y.; Hiratsuka, N.; Korf, R.P.; Tubaki, K.; Kiyowo, A.; Soneda, M.; Sugiyama, J. (1967). Mycological studies of the Alaskan arctic. Annual Report of the Institute for Fermentation, Osaka 3: 1-138. 
Kaneko, S.; Hiratsuka, N. (1984). [Newly found rusts of birches and fir]. Journal of the Japanese Forestry Society 66: 280-284. 
Kaneko, S.; Hiratsuka, N. (1984). A preliminary list of rust fungi collected in the northern Japanese Alps (Hida mountain range). Reports of the Tottori Mycological Institute 22: 1-8. 
Hiratsuka, N.; Sato, S.; Kakishima, M. (1984). Summary of the positive results of inoculation experiments with the heteroecious rust fungi in Japan (1899-1983). Reports of the Tottori Mycological Institute 22: 9-41. 
Kaneko, S.; Hiratsuka, N. (1984). Some criteria in taxonomy of melampsoraceous rust species. Reports of the Tottori Mycological Institute 22: 141-147. 
Kaneko, S.; Hiratsuka, N. (1984). Coleosporium rust species on Aster, Solidago and some allied genera. Reports of the Tottori Mycological Institute 22: 226-227. 
Hiratsuka, N. (1984). Taxonomy of rust fungi – past, present and future. Reports of the Tottori Mycological Institute 22: 48-56. 
Hiratsuka, N.; Hiratsuka, T.; Hiratsuka, K. (1985). Uredinales of the Ryukyu Archipelago. Reports of the Tottori Mycological Institute 23: 55-103. 
Hiratsuka, N. (1986, publ. 1987). Historical review of the rust studies in Japan. Acta Mycologica Sinica Supplement 1: 12-25. 
Hiratsuka, N.; Hiratsuka, T.; Hiratsuka, K. (1986). Uredinales of Hokkaido. Reports of the Tottori Mycological Institute 24: 203-233. 
Hiratsuka, N. (1988). [Historical review of the studies on the rust fungi of the Ryukyu Archipelago]. Transactions of the Mycological Society of Japan 29 (3): 297-311. 
Hiratsuka, N.; Chen, Z.-c. (1991). A list of Uredinales collected from Taiwan. Transactions of the Mycological Society of Japan 32 (1): 2-22. 
Hiratsuka, Naohide et al. 1992.  The rust flora of Japan. [Textband]. Ibaraki, Japan Tsukuba Shuppankai cop. (Best seller)
Hiratsuka, Naohide & Hashioka, Yoshio. (2007). Uredinales Collected in Formosa II. Shokubutsugaku Zasshi. 48. 233-240. 10.15281/jplantres1887.48.233. 
Hiratsuka, Naohide & Hashioka, Yoshio. (2007). Uredinales Collected in Formosa IV. Shokubutsugaku Zasshi. 520. 10.15281/jplantres1887.49.520. 
Hiratsuka, Naohide & Hashioka, Yoshio. (2007). Uredinales Collected in Formosa. VI. Shokubutsugaku Zasshi. 41. 10.15281/jplantres1887.51.41. 